# Buccanodon duchaillui
A Buccanodon duchaillui a madarak (Aves) osztályának a harkályalakúak (Piciformes) rendjébe, ezen belül a Lybiidae családjába tartozó faj.

## Rendszertani besorolásuk
Ez a madárfaj az összes családbeli rokonával együtt, korábban a tukánfélék (Ramphastidae) családjába volt besorolva; később pedig a bajuszosmadárfélék (Capitonidae) közé helyezték; azonban manapság ezek a madárnemek megkapták a saját afrikai elterjedésű madárcsaládjukat. Nemének az egyetlen faja.

## Előfordulása
A Buccanodon duchaillui Afrika területén fordul elő. A következő országokban található meg: Angola, Egyenlítői-Guinea, Elefántcsontpart, Gabon, Ghána, Guinea, Kamerun, Kenya, Kongói Demokratikus Köztársaság, Kongói Köztársaság, Közép-afrikai Köztársaság, Libéria, Nigéria, Sierra Leone, Tanzánia és Uganda.

## Alfajai
- Buccanodon duchaillui bannermani
- Buccanodon duchaillui duchaillui
- Buccanodon duchaillui gabriellae
- Buccanodon duchaillui ugandae

## Megjelenése
A madár alapszíne fekete; sárga csíkozással a szemei mögött, a szárnyainak vége felé és a hasán. A feje teteje vörös színű.

## Képek

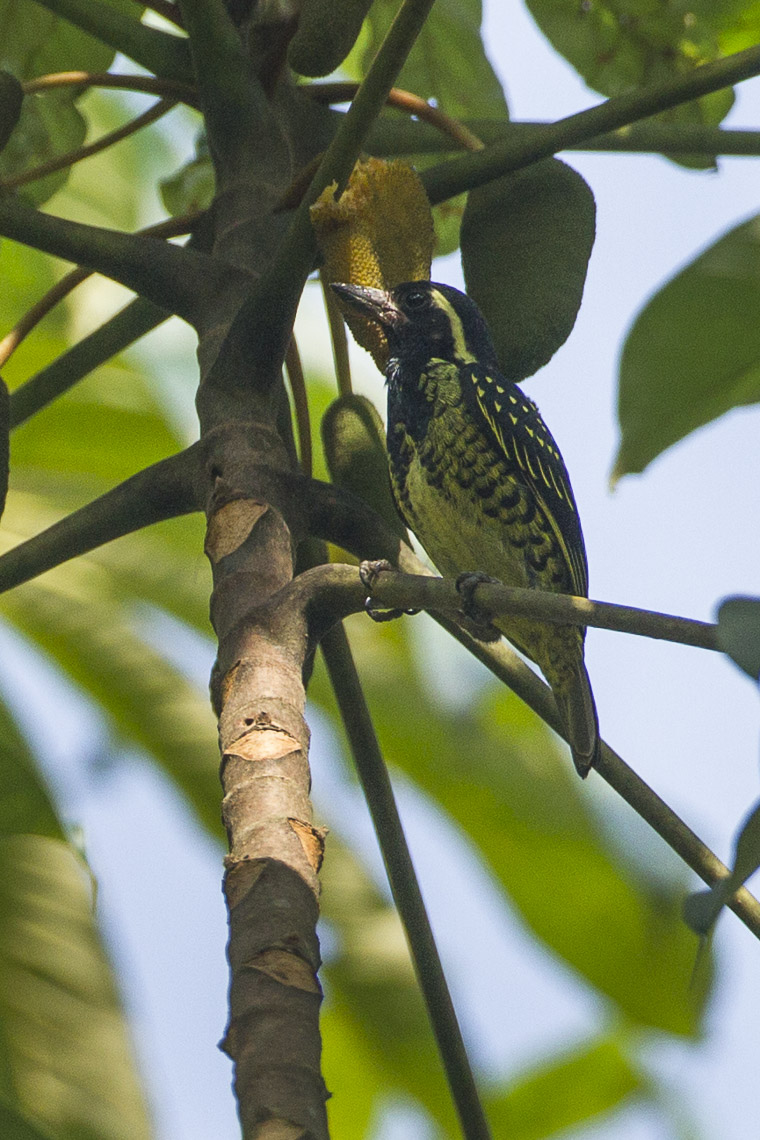
Az élőhelyén
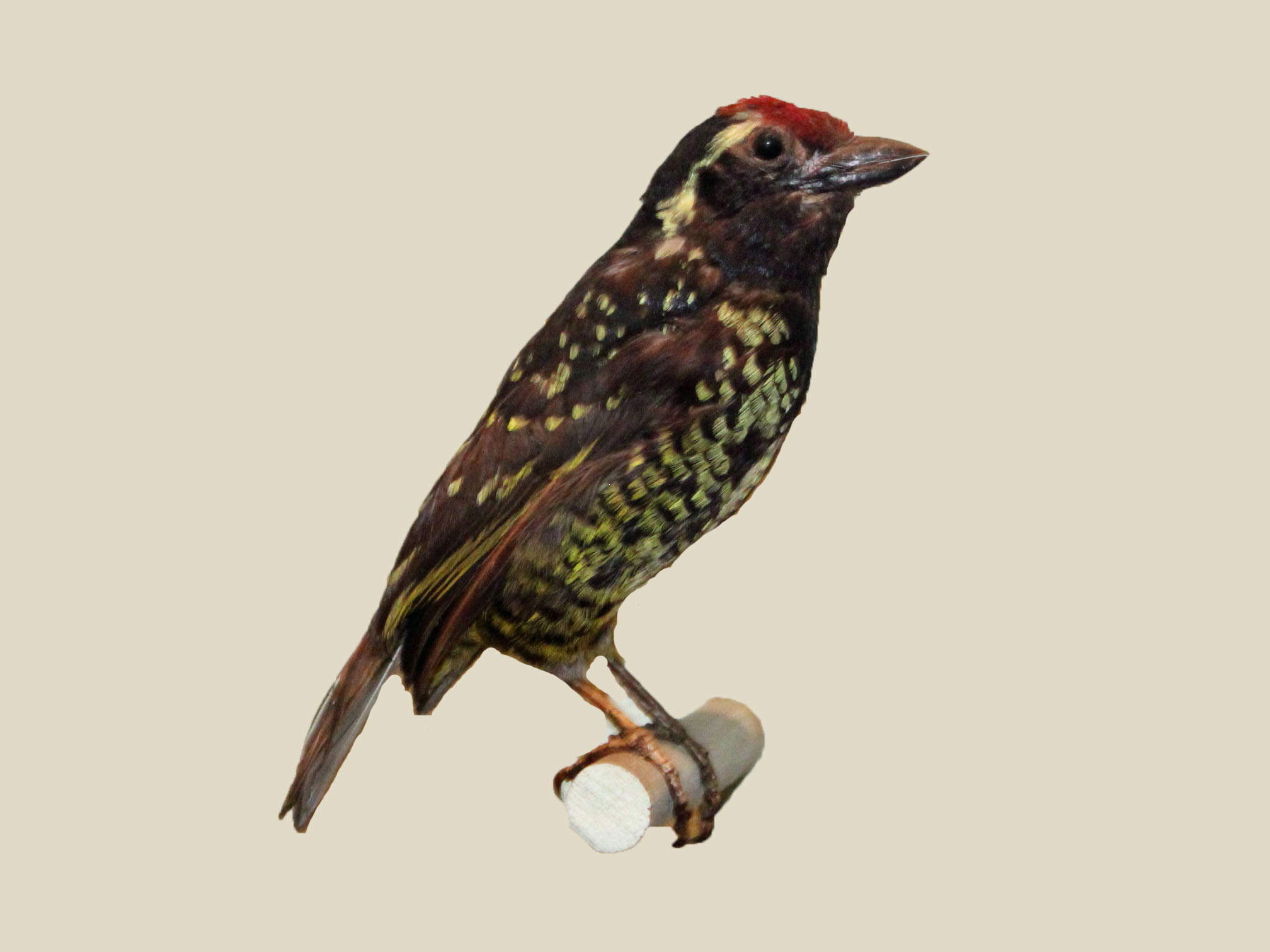
Kitömött példány

## Fordítás
- Ez a szócikk részben vagy egészben  a   Yellow-spotted barbet című angol Wikipédia-szócikk ezen változatának fordításán alapul.  Az eredeti cikk szerkesztőit annak laptörténete sorolja fel. Ez a jelzés csupán a megfogalmazás eredetét és a szerzői jogokat jelzi, nem szolgál a cikkben szereplő információk forrásmegjelöléseként.